# 여자가 화장을 지울 때
여자가 화장을 지울 때는 1970년 공개된 대한민국의 영화이다.

## 배역
- 신성일
- 문희
- 오수미
- 오지명

## 수상
- 1971년 제8회 청룡영화상
  - 특별상(신인감독) - 변장호